# روبین اوکوتیه
روبین اوکوتیه (آلمانی: Rubin Okotie؛ زادهٔ ۶ ژوئن ۱۹۸۷) بازیکن فوتبال اهل اتریش است.

## باشگاهی
از باشگاه‌هایی که در آن بازی کرده‌است می‌توان به سنت ترویدنس، باشگاه فوتبال اشتورم گراتس، باشگاه فوتبال آستریا وین، نورنبرگ، باشگاه فوتبال راپید وین، باشگاه فوتبال آستریا وین، باشگاه فوتبال آستریا وین، و مونیخ ۱۸۶۰ اشاره کرد.

## تیم ملی
وی همچنین در تیم‌های ملی فوتبال اتریش بازی کرده است.